# Haags museumgebouw
Het Haags museumgebouw is een museumgebouw naar een ontwerp van Hendrik Petrus Berlage gesitueerd in het westen van de wijk Zorgvliet in Den Haag. Het huisvest sinds de opening op 29 mei 1935 het Kunstmuseum Den Haag.
Het was Berlage zijn laatste grote werk voor zijn dood in 1934. Het museum werd onder leiding van zijn schoonzoon Emil Emanuel Strasser (gehuwd met Anna Catharina Berlage) voltooid. In de tuin achter het museum staat, vrij van het museum, een paviljoen dat zijn naam draagt - eveneens een ontwerp van Berlage - waarin thans een brasserie is gevestigd.
In 1963 werd de Schamhartvleugel (genoemd naar zijn architect Sjoerd Schamhart) toegevoegd aan het museum. Dit gebouw aan de Stadhouderslaan 43 was met een luchtbrug aan het hoofdgebouw verbonden.
Tussen 1995 en 1998 werd het museumgebouw ingrijpend gerestaureerd. Architectenbureau Braaksma en Roos was verantwoordelijk voor de restauratie. Tegelijkertijd werd het museum beperkt uitgebreid. Onder de binnentuin werd een kelder aangebracht en tussen het museum en het oude ketelhuis werden werkplaatsen gerealiseerd. De Schamhartvleugel werd bij de restauratie losgekoppeld. In 2002 werden in dit tentoonstellingsgebouw het Fotomuseum Den Haag en GEM, museum voor hedendaagse kunst, gevestigd. Beide instellingen zijn organisatorisch onderdeel van het Kunstmuseum Den Haag.
Eind 2013, begin 2014 werd de binnentuin volledig overdekt zodat een enorme multifunctionele ruimte aan het museum is toegevoegd. Deze nieuwe geheel geklimatiseerde zaal, onder een glazen dak, is in gebruik genomen tijdens de Nuclear Security Summit 2014; beide persconferenties - voor aanvang en aan het slot - vonden plaats in deze zaal.